# Borgiallo
Borgiallo – miejscowość i gmina we Włoszech, w regionie Piemont, w prowincji Turyn.
Według danych na rok 2004 gminę zamieszkiwało 496 osób, 82,7 os./km².